# Rörik Bonde
Rörik Bonde till Husbystrand, död 11 mars 1382, var riddare och riksråd. Han nämns senast 1364. Han var son till Tord Petersson (Bonde), gift med Märta Gisledotter (Sparre av Aspnäs) och far till Tord Röriksson (Bonde) (död 1417; begravd i Vadstena). Deras dotter var senast 1382 gift med Finvid Ragvaldsson (Peter Finvidssons ätt). De hade två kända barn, en dotter och en son.